# 산악모자이크꼬리쥐
산악모자이크꼬리쥐(Paramelomys rubex)는 쥐과에 속하는 설치류의 일종이다. 인도네시아 서파푸아와 파푸아뉴기니에서 발견된다.